# Jana Bobošíková
Jana Bobošíková, née le 29 août 1964 à Prague, est une femme politique tchèque. Elle est députée européenne de 2004 à 2009, puis elle se présente à l'élection présidentielle tchèque de 2013, au cours de laquelle elle recueille 2,39 % des voix, arrivant dernière des neuf candidats après avoir mené une campagne eurosceptique.
Elle est l'une des trois femmes à se présenter avec Táňa Fischerová et Zuzana Roithová.